# Machias (Nueva York)
Machias es un pueblo ubicado en el condado de Cattaraugus en el estado estadounidense de Nueva York. En el año 2000 tenía una población de 2,482 habitantes y una densidad poblacional de 23.6 personas por km².

## Geografía
Machias se encuentra ubicado en las coordenadas 42°24′28″N 78°29′56″O / 42.40778, -78.49889.

## Demografía
Según la Oficina del Censo en 2000 los ingresos medios por hogar en la localidad eran de $33,553, y los ingresos medios por familia eran $39,301. Los hombres tenían unos ingresos medios de $30,217 frente a los $21,652 para las mujeres. La renta per cápita para la localidad era de $14,367. Alrededor del 12.8% de la población estaban por debajo del umbral de pobreza.